# Trophées francophones du cinéma 2014
Les Trophées francophones du cinéma 2014 est un classement des meilleurs films de l'année édité par l'Association des Trophées francophones du cinéma et annoncé le 31 octobre 2014. 

## Palmarès
- Trophée francophone de l'interprétation féminine 
  - Marième Demba Ly dans Des étoiles
- Trophée francophone de l'interprétation masculine
  - Guillaume Gallienne dans Les Garçons et Guillaume, à table !
- Trophée francophone du second rôle féminin 
  - Adila Bendimerad dans Le repenti
- Trophée francophone du second rôle masculin
  - Souleymane Seye N’diaye dans Des étoiles
- Trophée francophone du scénario
  - Anne Paulicevich et Philippe Blasband dans Tango libre
- Trophée francophone de la réalisation
  - Lionel Baier pour Les Grandes Ondes (à l'ouest)
- Trophée francophone de la contribution technique
  - Sochea Chun, Chanry Krauch, Sarith Mang, Savoeun Norng pour les décors de L'Image manquante
- Trophée francophone du court-métrage
  - Mboté ! de Tshoper Kabambi
- Trophée francophone du long-métrage documentaire
  - Hercule contre Hermès de Mohamed Ulad
  - Sur le chemin de l'école de Pascal Plisson
- Trophée francophone du long-métrage de fiction
  - Le Démantèlement de Sébastien Pilote